# Cleverhof
Cleverhof ist ein Wohnplatz in der Gemeinde Kürten im Rheinisch-Bergischen Kreis an der Grenze zu Lindlar.

## Lage und Beschreibung
Cleverhof liegt am Rande des Sülztals auf dem Weg von der Landesstraße 284 nach Oeldorf an einem Hang. Nach Interpretation des örtlichen Geschichtsvereins geht der Name auf Clev zurück, was so viel wie steil bedeutet. Zusammenfassend kann der Name als Hof am steilen Hang gedeutet werden.

## Geschichte
Die Topographia Ducatus Montani des Erich Philipp Ploennies aus dem Jahre 1715, Blatt Amt Steinbach, belegt, dass der Ort bereits 1715 bestand und dort als Freihof n.Clef bezeichnet wurde. Aus der Charte des Herzogthums Berg 1789 von Carl Friedrich von Wiebeking geht hervor, das Cleverhof zu dieser Zeit Teil der Honschaft Engelsdorf im Kirchspiel Kürten war.
Unter der französischen Verwaltung zwischen 1806 und 1813 wurde das Amt Steinbach aufgelöst und Cleverhof wurde politisch der Mairie Kürten im Kanton Wipperfürth  im Arrondissement Elberfeld zugeordnet. 1816 wandelten die Preußen die Mairie zur Bürgermeisterei Kürten im Kreis Wipperfürth. Cleverhof gehörte zu dieser Zeit zur Gemeinde Kürten.
Ab der Topographischen Aufnahme der Rheinlande von 1824 ist er auf Messtischblättern regelmäßig als Kleverhof oder Cleverhof verzeichnet.
1822 lebten zehn Menschen im Niederclev bezeichneten Ort.
Der 1845 laut der Uebersicht des Regierungs-Bezirks Cöln als Haus kategorisierte Ort besaß zu dieser Zeit ein Wohnhaus. Zu dieser Zeit lebten acht Einwohner im Niederclef genannten Ort, davon alle katholischen Bekenntnisses.
Die Gemeinde- und Gutbezirksstatistik der Rheinprovinz führt Cleverhof 1871 mit einem Wohnhaus und fünf Einwohnern auf.  Im Gemeindelexikon für die Provinz Rheinland von 1888 werden ein Wohnhaus mit fünf Einwohnern angegeben. 1895 besitzt der Ort unter der Schreibweise Kleverhof ein Wohnhaus mit zwei Einwohnern, 1905 besaß der Ort ein Wohnhaus und sechs Einwohner.
1927 wurden die Bürgermeisterei Kürten in das Amt Kürten überführt. In der Weimarer Republik wurden 1929 die Ämter Kürten mit den Gemeinden Kürten und Bechen und Olpe mit den Gemeinden Olpe und Wipperfeld zum Amt Kürten zusammengelegt. Der Kreis Wipperfürth ging am 1. Oktober 1932 in den Rheinisch-Bergischen Kreis mit Sitz in Bergisch Gladbach auf.
1975 entstand aufgrund des Köln-Gesetzes die heutige Gemeinde Kürten, zu der neben den Ämtern Kürten, Bechen und Olpe ein Teilgebiet der Stadt Bensberg mit Dürscheid und den umliegenden Gebieten kam.